# Atarba aperta
Atarba aperta är en tvåvingeart. Atarba aperta ingår i släktet Atarba och familjen småharkrankar.

## Underarter
Arten delas in i följande underarter:
- A. a. aperta
- A. a. subaperta